# Православен
Православен е село в Южна България. То се намира в община Първомай, област Пловдив. До 1906 година името на селото е Мюселим.

## География
Православен се намира на 10 км южно от Първомай.

## Личности
Родени в Православен
- Благой Пенев (1910 - ?), български партизанин
- Георги Атанасов (1933 - 2022), български политик, министър-председател на България (1986-1990)